# Palanquejament
El palanquejament o palanquejament financer, en comptabilitat, expressa l'efecte multiplicador sobre la rendibilitat d'una empresa (o particular) que proporciona un endeutament extern en comptes d'utilitzar recursos propis. És a dir, és una operació financera en que una empresa o un particular utilitza un mecanisme com el deute per augmentar el capital, quan no es tenen prous fons propis per invertir («endeutar-se per invertir»), intentant maximitzar, si l'operació va bé, la rendibilitat de la inversió en tot moment.
Més generalment, com bé diu el Termcat, el palanquejament consisteix en: l'«augment de la rendibilitat dels capitals propis d'una empresa per mitjà de costos fixos, ja siguin financers, generalment en forma d'interessos del deute emès per l'empresa, o associats a la producció, com a conseqüència d'una operació financera.»
Mirant el balanç de situació, és la relació entre recursos aliens i recursos propis d'un negoci o empresa.
El palanquejament financer és la relació entre la rendibilitat financera i la rendibilitat econòmica d'una empresa o negoci en un temps i circumstàncies determinats (Palanquejament financer = Rendibilitat financera / Rendibilitat econòmica).
El palanquejament és la relació entre actiu i recursos propis: la inversió (actiu) que s'ha dut a terme a l'empresa per cada unitat monetària de recursos propis.
L'efecte palanquejament és positiu quan la rendibilitat econòmica és superior al cost del finançament aliè. L'efecte palanquejament és negatiu quan la rendibilitat econòmica és inferior al cost del finançament aliè.